# Canton du Bény-Bocage
Le canton du Bény-Bocage est une ancienne division administrative française située dans le département du Calvados et la région Basse-Normandie.

## Géographie
Ce canton était organisé autour du Bény-Bocage dans l'arrondissement de Vire. Son altitude variait de 54 m (Bures-les-Monts) à 308 m (Saint-Martin-des-Besaces) pour une altitude moyenne de 190 m.

## Représentation

### Conseillers d'arrondissement (de 1833 à 1940)
Le canton du Bény-Bocage avait deux conseillers d'arrondissement.
| Période                                  | Période          | Identité                                                              | Étiquette       | Qualité |
| ---------------------------------------- | ---------------- | --------------------------------------------------------------------- | --------------- | --- |
| 1833                                     | 1836             | Nicolas Bertrand Fortin (1772-1846)                                   |                 | Ancien notaire, Le Bény-Bocage                                                                              |
| 1833                                     | 1836             | Jean Baptiste Picard (1796-1885)                                      |                 | Médecin à Carville, chef de bataillon de la Garde nationale                                                 |
| 1836                                     | 1842             | Ange Marie Gautier de Carville                                        |                 | Propriétaire à Carville                                                                                     |
| 1842                                     | 1848             | Louis Ulysse Lemoine                                                  |                 | Notaire au Bény-Bocage                                                                                      |
| 1836                                     | 1842             | Louis Levardois-Lantinière                                            |                 | Adjoint au maire de La Ferrière                                                                             |
| 1842                                     | 1848             | Guillaume Stanislas Florestan Bauquet, Marquis de Granval (1809-1875) |                 | Propriétaire du château de Saint-Denis                                                                      |
| 1848                                     | 1852             | Louis Lethorel                                                        |                 | Propriétaire, maire du Tourneur                                                                             |
| 1852                                     | 1858             | Jacques-Louis Levardois                                               |                 | Propriétaire au Tourneur                                                                                    |
| 1852                                     |                  | Michel-Félix Tirard                                                   |                 | Notaire à Saint-Martin-des-Besaces                                                                          |
| 1858                                     |                  | Louis Coquart                                                         |                 | Propriétaire à Vire                                                                                         |
|                                          |                  |                                                                       |                 | |
| 1858                                     | 1874 (décès)     | Jean-Jacques Sicot (1820-1874)                                        |                 | Notaire au Bény-Bocage                                                                                      |
| 1874                                     | 1888             | Jean-François Fontaine                                                |                 | Docteur-médecin, maire de Campeaux                                                                          |
| 1888                                     | 1899 (démission) | Jules-Anatole Delouey                                                 | Républicain     | Docteur-médecin et agriculteur, maire du Bény-Bocage                                                        |
| 1899                                     | 1913             | Louis-François-Désiré Lagouge                                         | Radical         | Propriétaire, maire de Saint-Pierre-Tarentaine                                                              |
| 1913                                     | 1928 (décès)     | Albert Lefèvre                                                        |                 | Cultivateur, maire de La Ferrière-Harang                                                                    |
| 1928                                     | 1940             | Jules-François Barbot (1869-1953)                                     | Union nationale | Cultivateur, maire du Tourneur                                                                              |
| 1928                                     | 1940             | Henri Lainé (1883-1950)                                               | Union nationale | Maire de La Graverie                                                                                        |
| 1940                                     |                  |                                                                       |                 | Les conseils d'arrondissement ont été suspendus par la loi du 12 octobre 1940 et n'ont jamais été réactivés |
| Les données manquantes sont à compléter. |                  |                                                                       |                 | |

### Conseillers généraux de 1833 à 2015
| Période                                  | Période      | Identité                                                              | Étiquette             | Qualité                                                                                            |
| ---------------------------------------- | ------------ | --------------------------------------------------------------------- | --------------------- | -------------------------------------------------------------------------------------------------- |
| 1833                                     | 1837         | Guillaume Youf                                                        |                       | Juge de paix à Bény-Bocage puis maire de La Ferrière-Harang                                        |
| 1837                                     | 1842         | Jean-Louis Courtoise (1797-1871)                                      |                       | Avocat puis conseiller à la cour royale de Caen                                                    |
| 1842                                     | 1848         | Louis Jules Auguste des Rotours, baron de Chaulieu (1781-1852)        |                       | Ancien sous-préfet, propriétaire et agriculteur à La Graverie, maire de Saint-Martin-de-Chaulieu   |
| 1848                                     | 1871         | Guillaume Stanislas Floristan Marquis Bauquet de Grandval (1809-1875) |                       | Propriétaire du château de Saint-Denis-Maisoncelles, conseiller d'arrondissement                   |
| 1871                                     | 1899 (décès) | Arsène Picard                                                         | Centre gauche         | Ancien officier d'artillerie, trésorier général de Saint-Lô, maire de Carville, député (1876-1877) |
| 1899                                     | 1913         | Jules Délouey                                                         | Républicain           | Conseiller d'arrondissement, maire du Bény-Bocage                                                  |
| 1913                                     | 1923 (décès) | Louis François Désiré Lagouge                                         | Rad.                  | Agriculteur, maire de Saint-Pierre-Tarentaine, conseiller d'arrondissement                         |
| 1923                                     | 1940         | Gédéon Auvray (1872-1956)                                             | RG                    | Ancien greffier de paix, maire du Bény-Bocage                                                      |
|                                          |              |                                                                       |                       | |
| 1943                                     | 1945         | Henri Lainé                                                           | Droite                | Conseiller d'arrondissement, maire de La Graverie, nommé conseiller départemental en 1943          |
|                                          |              |                                                                       |                       | |
| 1945                                     | 1949         | Gédéon Auvray                                                         | Rad.                  | Ancien maire du Bény-Bocage                                                                        |
| 1949                                     | 1951 (décès) | Bernard Brillet                                                       | RPF                   | Médecin au Bény-Bocage                                                                             |
| 30 avril 1951                            | 1958 (décès) | Raoul Blais                                                           | RGR                   | Instituteur retraité, maire de Saint-Pierre-Tarentaine                                             |
| 6 juillet 1958                           | 1979         | Julien Régnier (1901-1987)                                            | UNR puis DVD puis UDF | Entrepreneur de transport Maire de Campeaux                                                        |
| 1979                                     | 1998         | André Lerebours (1928-2017)                                           | SE puis UDF puis DVD  | Artisan dans l'agroalimentaire, maire de La Graverie (1959-1995)                                   |
| 1998                                     | 2015         | Alain Declomesnil                                                     | DVD                   | Propriétaire, maire du Reculey (1995-2016), vice-président du conseil général                      |
| Les données manquantes sont à compléter. |              |                                                                       |                       | |

### Élection du 21 mars 2004
1er tour
| Nom               | Parti politique | Score obtenu | Résultat |
| ----------------- | --------------- | ------------ | -------- |
| Alain Declomesnil | DVD             | 68,28 %      | élu      |
| Mickaël Saudubray | PS              | 19,01 %      | battu    |
| Samuella Lefranc  | FN              | 12,71 %      | battue   |

Alain Declomesnil a donc été élu conseiller général du canton dès le premier tour.

### Circonscription législative
Le canton participait à l'élection du député de la sixième circonscription du Calvados.

## Composition

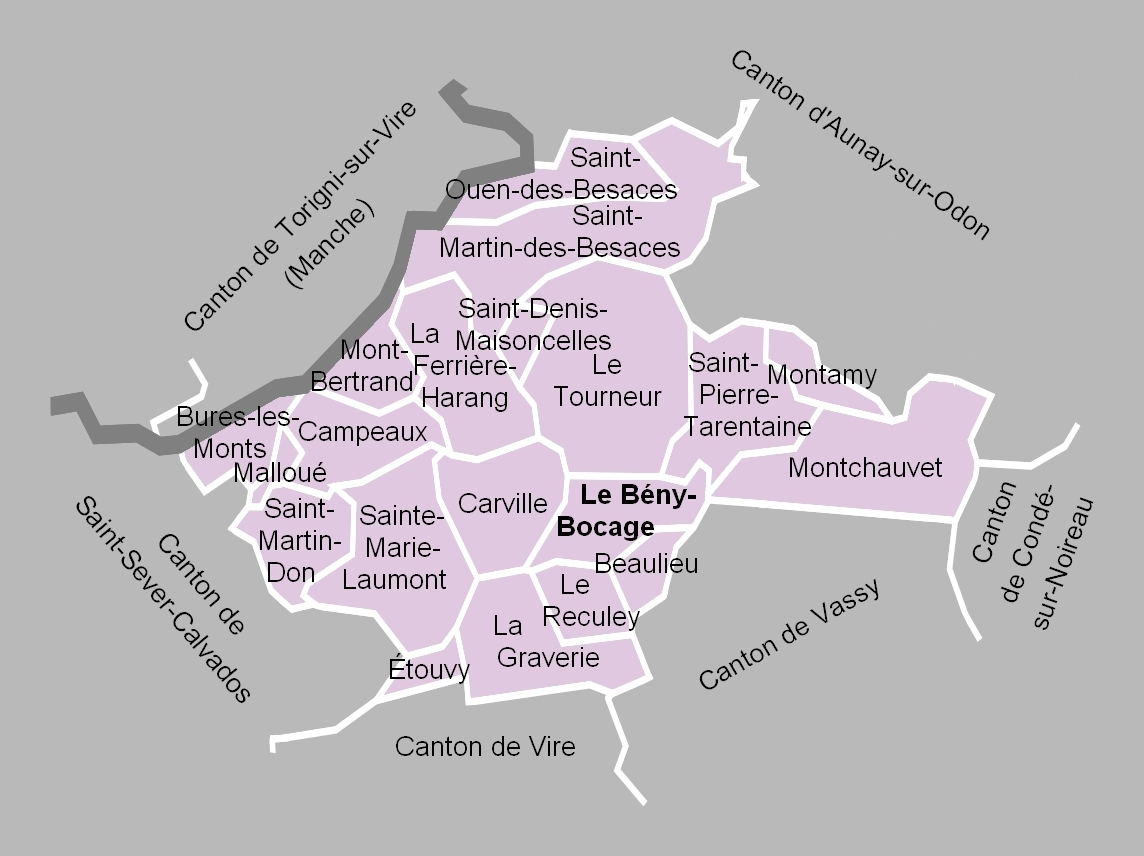
La carte des communes du canton. Les cantons limitrophes étaient ceux de Torigni-sur-Vire, d'Aunay-sur-Odon, de Condé-sur-Noireau, de Vassy, de Vire et de Saint-Sever-Calvados.

Le canton du Bény-Bocage comptait 8 593 habitants en 2012 (population municipale) et regroupait vingt communes :
- Beaulieu ;
- Le Bény-Bocage ;
- Bures-les-Monts ;
- Campeaux ;
- Carville ;
- Étouvy ;
- La Ferrière-Harang ;
- La Graverie ;
- Malloué ;
- Montamy ;
- Mont-Bertrand ;
- Montchauvet ;
- Le Reculey ;
- Saint-Denis-Maisoncelles ;
- Sainte-Marie-Laumont ;
- Saint-Martin-des-Besaces ;
- Saint-Martin-Don ;
- Saint-Ouen-des-Besaces ;
- Saint-Pierre-Tarentaine ;
- Le Tourneur.

À la suite du redécoupage des cantons pour 2015, toutes les communes sont rattachées au nouveau canton de Condé-sur-Noireau.

### Anciennes communes
La commune d'Arclais, absorbée en 1964 par Saint-Pierre-Tarentaine, est la seule commune définitivement supprimée, depuis la création des communes sous la Révolution, incluse dans le territoire du canton du Bény-Bocage jusqu'à sa suppression.
Le canton comprenait également une commune associée :
- La Ferrière-au-Doyen, associée à Saint-Martin-des-Besaces le 1er janvier 1973. Elle perd ce statut et est supprimée lors de la création de la commune nouvelle de Souleuvre en Bocage le 1er janvier 2016.

## Démographie
| 1962  | 1968  | 1975  | 1982  | 1990  | 1999  | 2006  | 2011  | 2012  |
| ----- | ----- | ----- | ----- | ----- | ----- | ----- | ----- | ----- |
| 7 913 | 7 396 | 6 763 | 6 763 | 7 030 | 7 488 | 7 979 | 8 511 | 8 593 |